# Tupolev Tu-144
O Tupolev Tu-144 (designação NATO: Charger) é um avião supersônico construído pelo fabricante soviético Tupolev. O primeiro voo de um protótipo do Tu-144 foi realizado em 31 de dezembro de 1968 perto de Moscou, dois meses antes do Concorde, seu concorrente franco-britânico. O Tu-144 cruzou pela primeira vez a barreira do som a 5 de junho de 1969, e em 26 de maio de 1970 tornou-se o primeiro avião comercial a exceder Mach 2. No ocidente, foi apelidado de Concordski, em referência ao Concorde. É considerado o avião comercial mais rápido do mundo.

## História
O primeiro protótipo (CCCP-68001) voaria em dezembro de 1968. Porém o primeiro exemplar de pré-série (CCCP-77101) mostrou uma configuração um pouco diferente do protótipo. Durante o programa de testes, o avião atingiu Mach 1 (a velocidade do som) em junho de 1969, e superou, como primeiro avião comercial do mundo, a marca de Mach 2 (duas vezes a velocidade do som), em maio de 1970.
Na mostra aeronáutica de Paris, em 3 de junho de 1973, o programa de desenvolvimento do Tu-144 sofreu um severo revés com o acidente do primeiro Tu-144S.
Os testes em rota começaram a ser feitos pela Aeroflot em dezembro de 1975, na rota Moscou–Alma-Ata, no Cazaquistão, e em novembro de 1977 começaram os voos regulares entre as duas cidades, serviço que foi interrompido em junho de 1979 após um acidente com o primeiro TU-144D, ainda em fase de testes. Apenas dois exemplares efetuaram voos comerciais com passageiros: 77109 e 77110. No total, apenas 55 voos comerciais foram realizados, em um total de 3284 passageiros, ou seja, menos de 80 por voo. A utilização comercial do Tu-144S foi bastante prejudicada pelo seu pequeno alcance, já que o voo supersônico exigia a utilização dos pós-queimadores em todo o percurso (ao contrário do Concorde, que os utilizava apenas na decolagem e aceleração inicial).
Até ao fim da produção foram construídos 16 aeronaves do modelo TU-144: Um protótipo (número 68001), um exemplar de pré-produção TU-144S (77101), nove exemplares TU-144S (77102-77110) e cinco TU-144D (77111-77115). Um sexto TU-144D (77116) permaneceu incompleto.
No início dos anos 90, a empresa IBP Aerospace negociou um acordo com a NASA, Boeing, Tupolev e Rockwell para um programa denominado High Speed Commercial Research, com a intenção de projetar um supersônico de segunda geração. Em 1995, o TU-144D número 77114 passou por profundas modificações (a um custo estimado em US$ 350 milhões), incluindo novos motores, e foi designado TU-144LL (LL sendo a abreviação para Letayuschaya Laboratoriya, Laboratório Voador em russo) 27 voos foram realizados entre 1996 e 1997. O projeto foi considerado um sucesso técnico, mas foi interrompido por falta de fundos em 1999. Em 2001 o TU-144LL recebeu uma oferta de US$ 11 milhões em um leilão on-line, mas a operação não se concretizou porque o governo russo não autorizou a venda dos motores Kuznetsov NK-321, considerados segredo militar.
A capacidade máxima autorizada é de 167 passageiros, embora nenhuma unidade tenha sido configurada com essa capacidade, e, ao contrário do Concorde, utiliza 5 assentos por fileira. Externamente, o Tupolev Tu-144 é muito parecido com o Concorde — destacam-se no Tu-144 os canards (pequenas asas dianteiras) retráteis e o desenho de suas asas ter cortes retos.

## Acidentes
No Show Aéreo de Paris em 3 de junho de 1973 o Tu-144 teve o seu primeiro acidente fatal, envolvendo a aeronave de número de série 01-2. Durante uma passagem em baixa velocidade, com o bico estendido, um Mirage IIIR voou próximo ao Tupolev para colher imagens da aeronave soviética. A tripulação do comandante Kozlov foi surpreendida, já que não havia sido informada do voo do Mirage.
Passado um ano do acidente foi anunciado que não houve falha da aeronave nem de construção, mas sim humana. Duas causas prováveis foram consideradas: uma manobra evasiva por parte do piloto do Tu-144, surpreendido pela presença do Mirage, ou uma câmera no interior da cabine de comando que poderia ter bloqueado momentaneamente os controles de voo da aeronave russa durante as manobras em voo.
As conclusões teriam agradado tanto os russos (que concluíram que não havia nenhum problema de projeto com o Tu-144) quanto os franceses que livraram o piloto do Mirage de responsabilidade no acidente. Depois disso todo o material relatado pela comissão teve caráter secreto. 
Em 23 de maio de 1978 um segundo acidente fatal ocorreu com o TU-144D número 77111. Durante um teste a ruptura de uma tubulação de combustível causou o vazamento de oito toneladas de combustível dentro da asa direita. O avião fez um pouso forçado em Yegoryevsk e foi destruído. Dois tripulantes morreram e seis ficaram feridos.

## Aeronaves produzidas
Ao todo, 17 aeronaves foram construídas entre os anos de 1965 e 1984. Dentre essas aeronaves, uma teve a sua construção interrompida em 1985, após o governo soviético cancelar o projeto do Tupolev Tu-144.
| Nº de série     | Registro                       | Operador(es)                   | Detalhes | Uso atual                                                          |
| --------------- | ------------------------------ | ------------------------------ | --- | ------------------------------------------------------------------ |
| 00-1            | CCCP(SSSR)-68001               | OKB Tupolev                    | - Voo inaugural: 31 de dezembro de 1968. - Primeiro voo do Tu-144. - Primeiro voo de um avião comercial supersônico. - Último voo: 27 de abril de 1973. - 180 horas de voo. | Sucateado em Zhukovsky.                                            |
| 01-1 144S(004S) | CCCP-77101                     | OKB Tupolev                    | - Voo inaugural: 1 de junho de 1971. - Primeira aeronave de pré-produção. - Primeira aeronave do modelo Tu-144S. - Último voo: 3 de junho de 1973. - 339 horas de voo (56 horas em regime supersônico). | Sucateado.                                                         |
| 01-2 144S(004S) | CCCP-77102                     | Aeroflot                       | - Voo inaugural: 20 de março de 1972. - Melhorias aerodinâmicas na asa. | Destruído no incidente de 3 de junho de 1973.                      |
| 02-1 144S(004S) | CCCP-77103                     | Aeroflot                       | - Voo inaugural: 13 de dezembro de 1973. - Plataforma de testes do sistema de navegação e voo NPK-144, sistemas de alimentação e de decolagem abortada. - 313 horas de voo (59 horas em regime supersônico). | Sucateado em 1984 em Zhukovsky.                                    |
| 02-2 144S(004S) | CCCP-77104 CCCP-77144          | Aeroflot                       | - Voo inaugural: 14 de junho de 1974. - Plataforma de pesquisas aerodinâmicas, potência e comportamento dos grandes ângulos de ataque. - 431 horas de voo (95 horas em regime supersônico). | Sucateado em 1987 em Zhukovsky.                                    |
| 03-1 144S(004S) | CCCP-77105                     | Aeroflot                       | - Voo inaugural: 30 de novembro de 1974. - Primeira aeronave do modelo Tu-144D, convertida após instalação de motores Kolesov RD-36-51A. - Voo mais longo sem escalas realizado por um Tu-144 (6 200 km). Confirmou a possibilidade da rota Moscou - Khabarovsk. - 314 horas de voo. | Sucateado em 1995 em Zhukovsky.                                    |
| 04-1 144S(004S) | CCCP-77106                     | Aeroflot                       | - Voo inaugural: 4 de março de 1975. - Primeira aeronave de produção em série. - Primeiro voo operacional entre Moscou e Alma-Ata (cargas e correio). - Último voo: 29 de fevereiro de 1980 - 582,36 horas de voo. | Preservado no Museu Central da Força Aérea, Moscou.                |
| 04-2 144S(004S) | CCCP-77108                     | Aeroflot                       | - Voo inaugural: 12 de dezembro de 1975. - Plataforma de testes para desenvolvimento do sistema de navegação e funcionamento do diretor de voo. - Nunca entregue para a Aeroflot. - Último voo: 27 de agosto de 1987. - 68 horas de voo (6 horas em regime supersônico). | Preservado no Museu da Universidade Estatal de Pesquisa de Samara. |
| 05-1 144S(004S) | CCCP-77107                     | Aeroflot                       | - Voo inaugural: 20 de agosto de 1975. - Plataforma de testes para estudos de viabilidades do motor Kolesov RD-36-51A. - Último voo: 29 de março de 1985. - 357 horas de voo (135 horas em regime supersônico). | Preservado como monumento no centro de Kazan.                      |
| 05-2 144S(004S) | CCCP-77109                     | Aeroflot                       | - Voo inaugural: 29 de abril de 1976. - Primeiro voo comercial regular de passageiros da aeronave | Desmontado da Fábrica de Aviação de Voronezh.                      |
| 06-1 144D(004D) | CCCP-77110                     | Aeroflot                       | - Voo inaugural: 14 de fevereiro de 1977. - Segunda aeronave de uso regular na rota Moscou - Alma-Ata com passageiros. - Última aeronave do modelo Tu-144S produzida. - Último Tu-144 a aparecer na Europa Ocidental (1977). - Último voo: 1 de junho de 1984. - 314 horas de voo. | Preservado no Museu da Aviação Civil, Ulyanovsk.                   |
| 06-2 144D(004D) | CCCP-77111                     | Aeroflot                       | - Voo inaugural: 27 de abril de 1978. - Primeira aeronave de série do modelo Tu-144D. - Plataforma de testes da rota Moscou - Khabarovsk. - Último voo: 23 de maio de 1978. - 9,2 horas de voo. | Destruído em acidente em 23 de maio de 1978.                       |
| 07-1 144D(004D) | CCCP-77112                     | Aeroflot                       | - Voo inaugural: 19 de fevereiro de 1979. - Plataforma de testes de aeronavegabilidade para certificação do modelo Tu-144D. - Único Tu-144 em exposição fora da Rússia. - Último voo: 12 de novembro de 1981. - 197,45 horas de voo (46,38 horas em regime supersônico). | Preservado no Museu Auto & Technik, Sinsheim, Alemanha.            |
| 08-1 144D(004D) | CCCP-77113                     | Aeroflot                       | - Voo inaugural: 2 de outubro de 1979. - Plataforma de testes de aeronavegabilidade para certificação do modelo Tu-144D. - 223 horas de voo. | Sucateado em 2001 em Zhukovsky.                                    |
| 08-2 144D(004D) | CCCP-77114 RA-77114 CCCP-77114 | Aeroflot Tupolev/NASA Aeroflot | - Voo inaugural: 13 de abril de 1981. - Estabeleceu 14 recordes mundiais em 1983, entre eles o recorde de teto sustentado com carga útil (18 200 metros (59 711 pés) / 30 toneladas),velocidade média em circuito fechado de 1 000 Km (2 031,55 km/h) e em circuito fechado de 2 000 Km (2 012,26 km/h). - Primeira (e única) aeronave do modelo Tu-144LL. - Último voo de um Tupolev Tu-144. - Último voo: 14 de abril de 1999. - 443,28 horas de voo. | Preservado como monumento na Base Aérea de Zhukovsky.              |
| 09-1 144D(004D) | CCCP-77115                     | Aeroflot                       | - Voo inaugural: 4 de outubro de 1984. - Plataforma de treinamento para pilotos do ônibus espacial Buran. - Nunca operado pela Aeroflot. - Último Tupolev Tu-144 concluído - Último voo: 12 de maio de 1986. - 38,34 horas de voo. | Armazenado nas instalações da Tupolev, Zhukovsky.                  |
| 09-2 144D(004D) | CCCP-77116 (Nunca registrado)  |                                | - Construção interrompida após o cancelamento do programa do Tu-144. | Incompleto. Sucateado na Fábrica de Aviação de Voronezh.           |

## Galeria

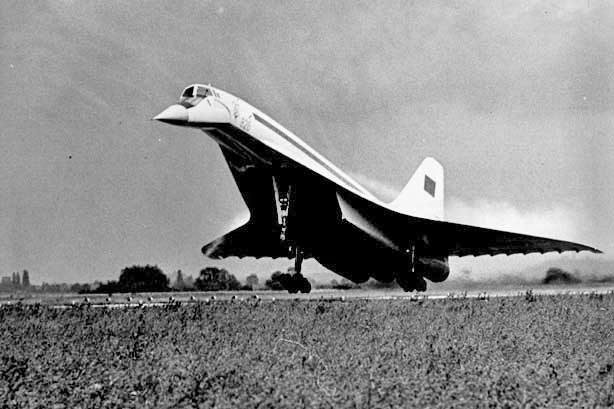
Protótipo em junho de 1971.
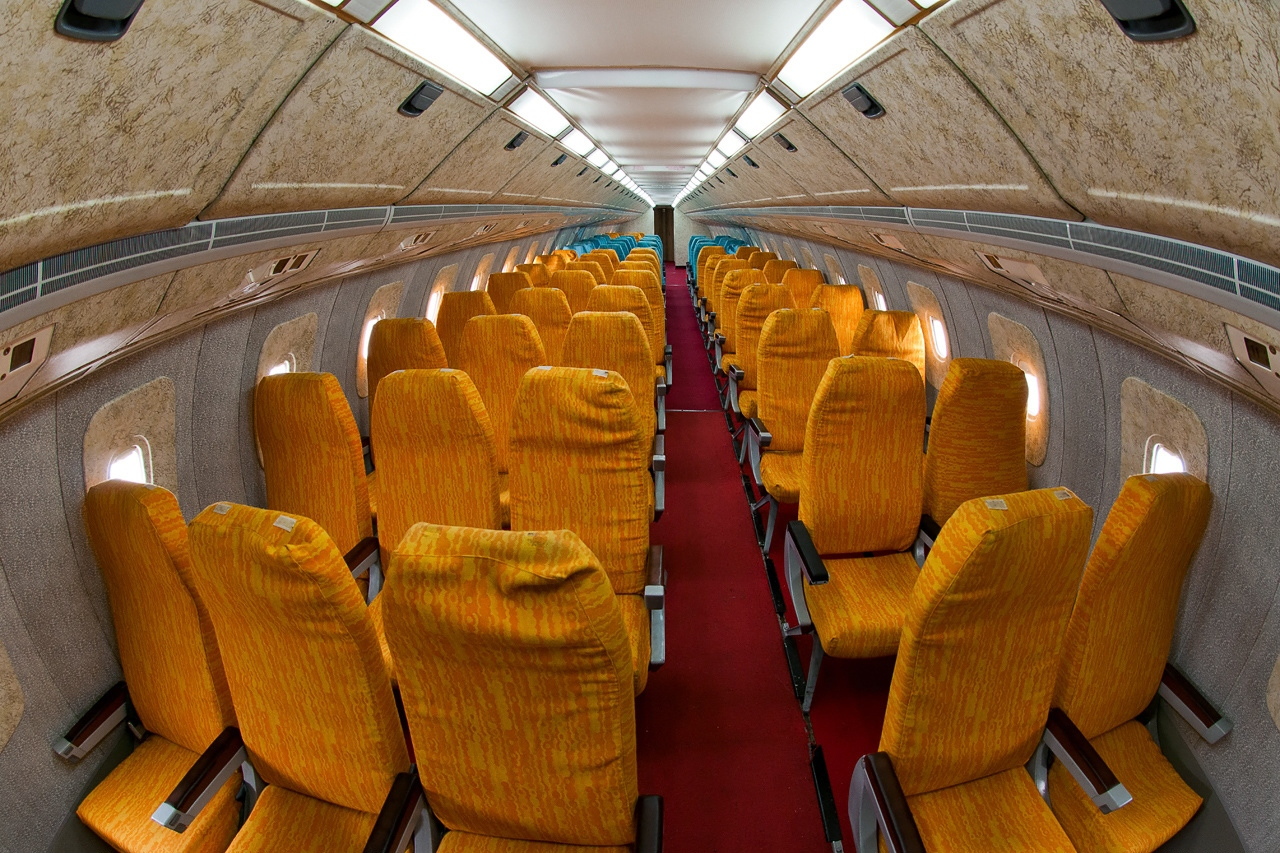
Interior do Tu-144 da Aeroflot.
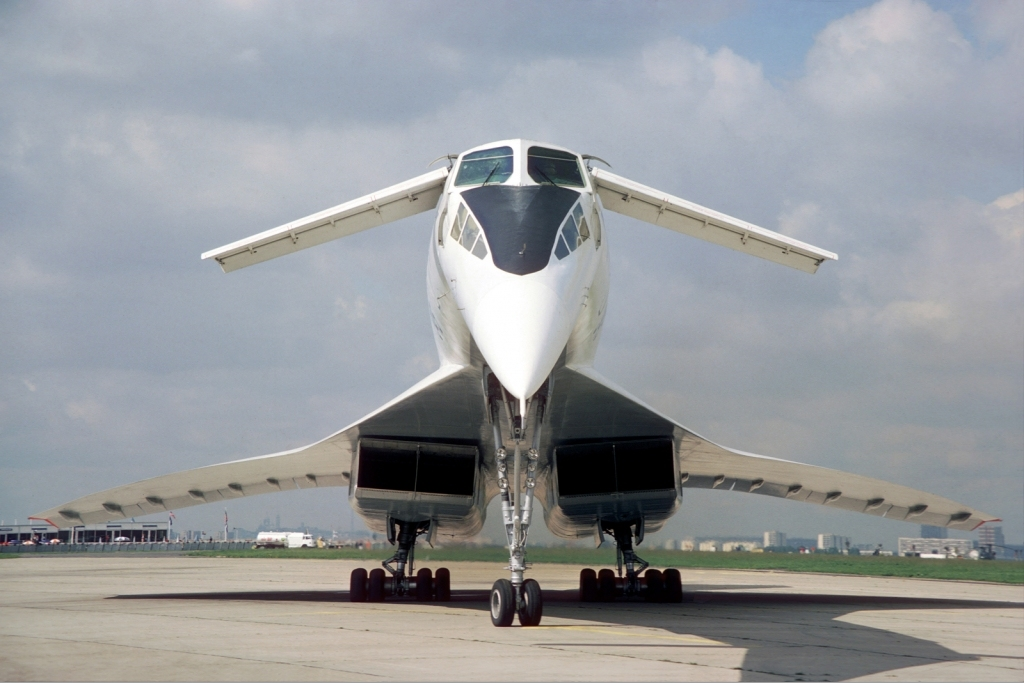
Frente do Tu-144 com canards retráteis.
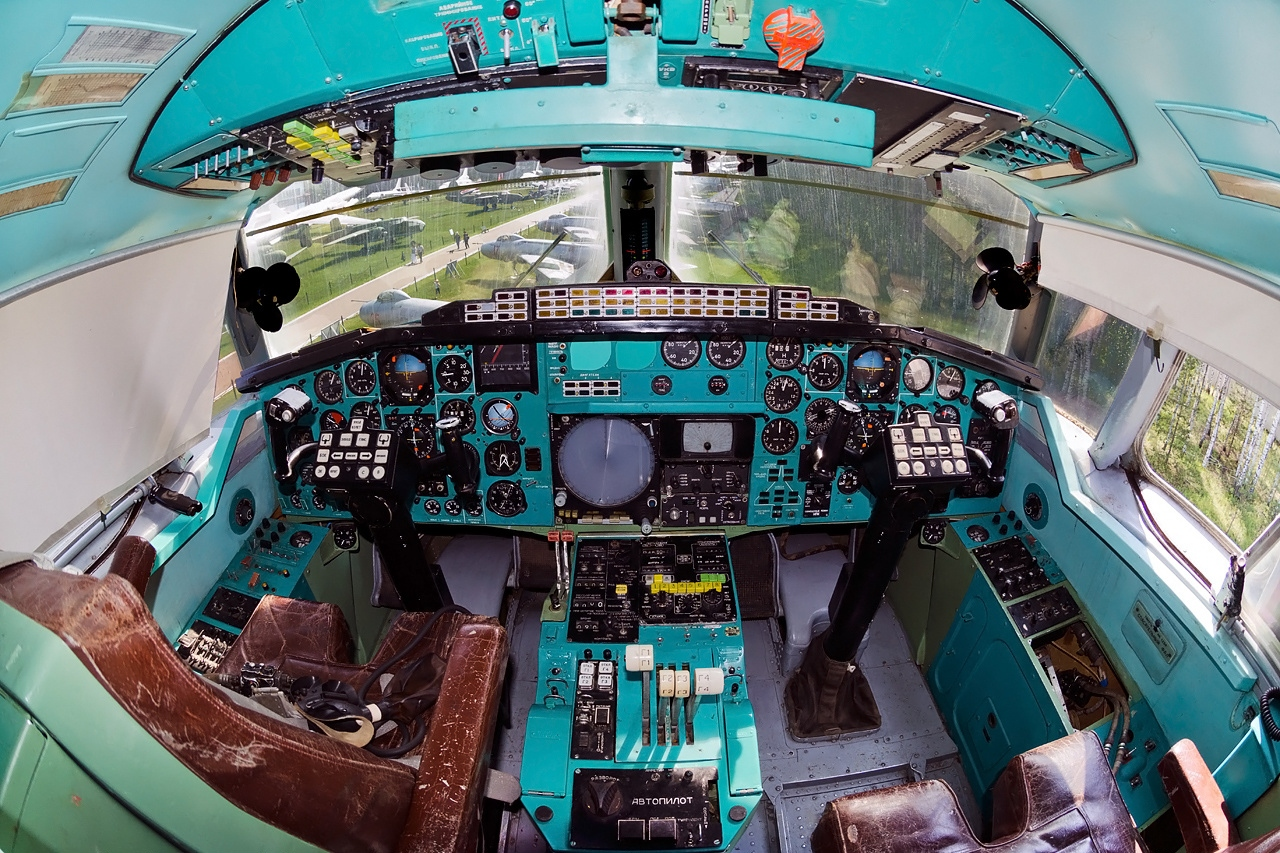
Cabine do Tu-144.
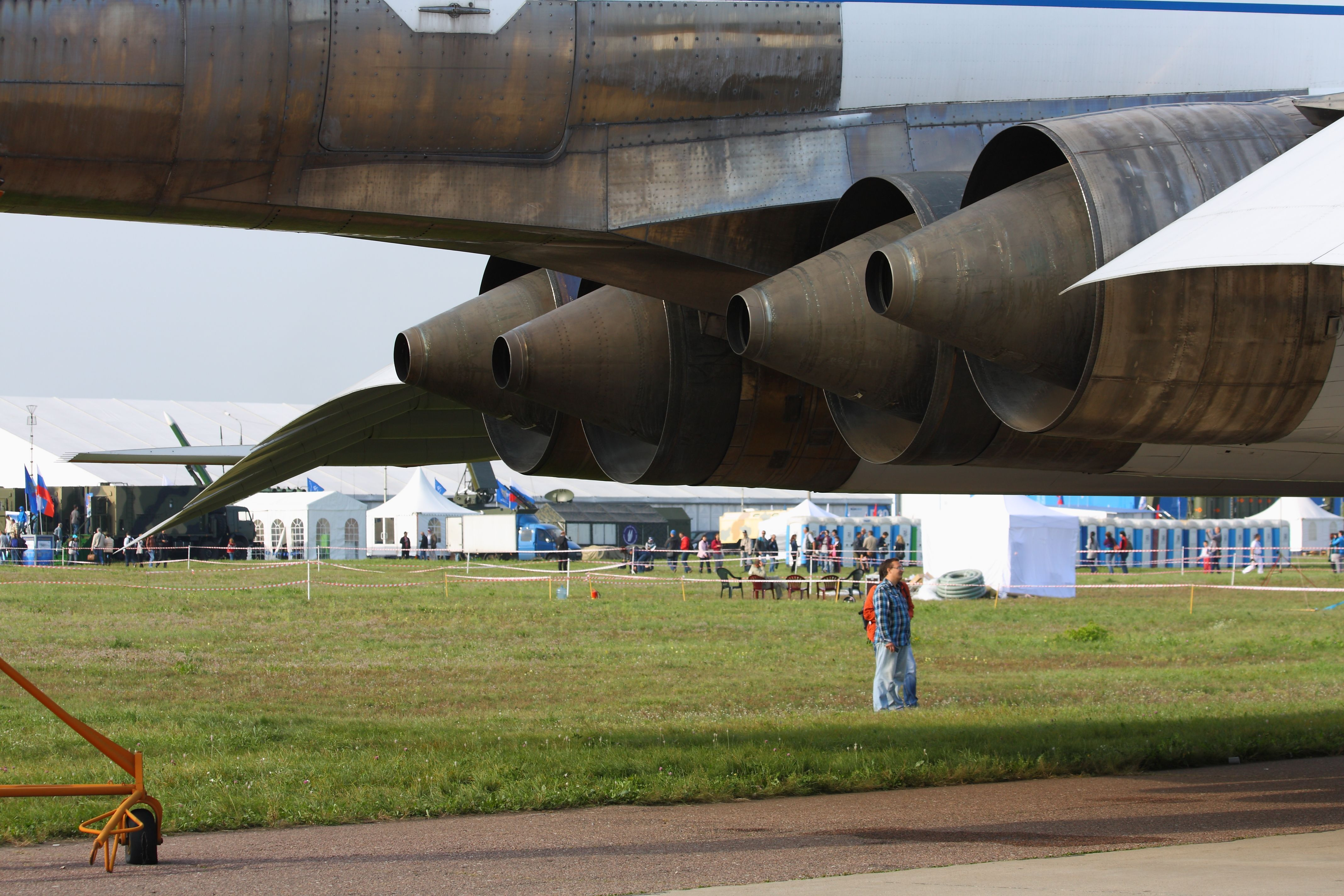
Os quatro motores do avião.
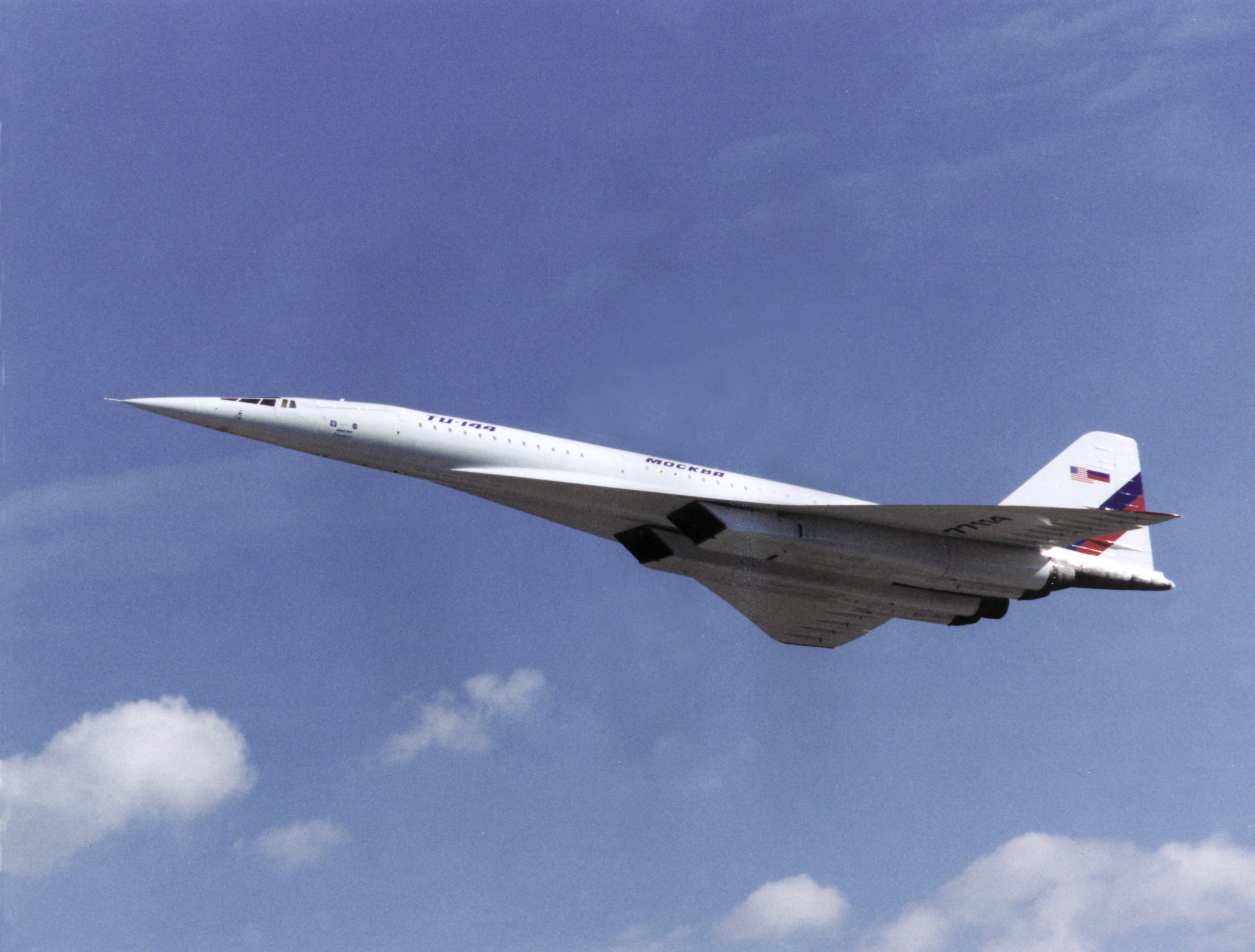
O Tu-144LL usado pela NASA.
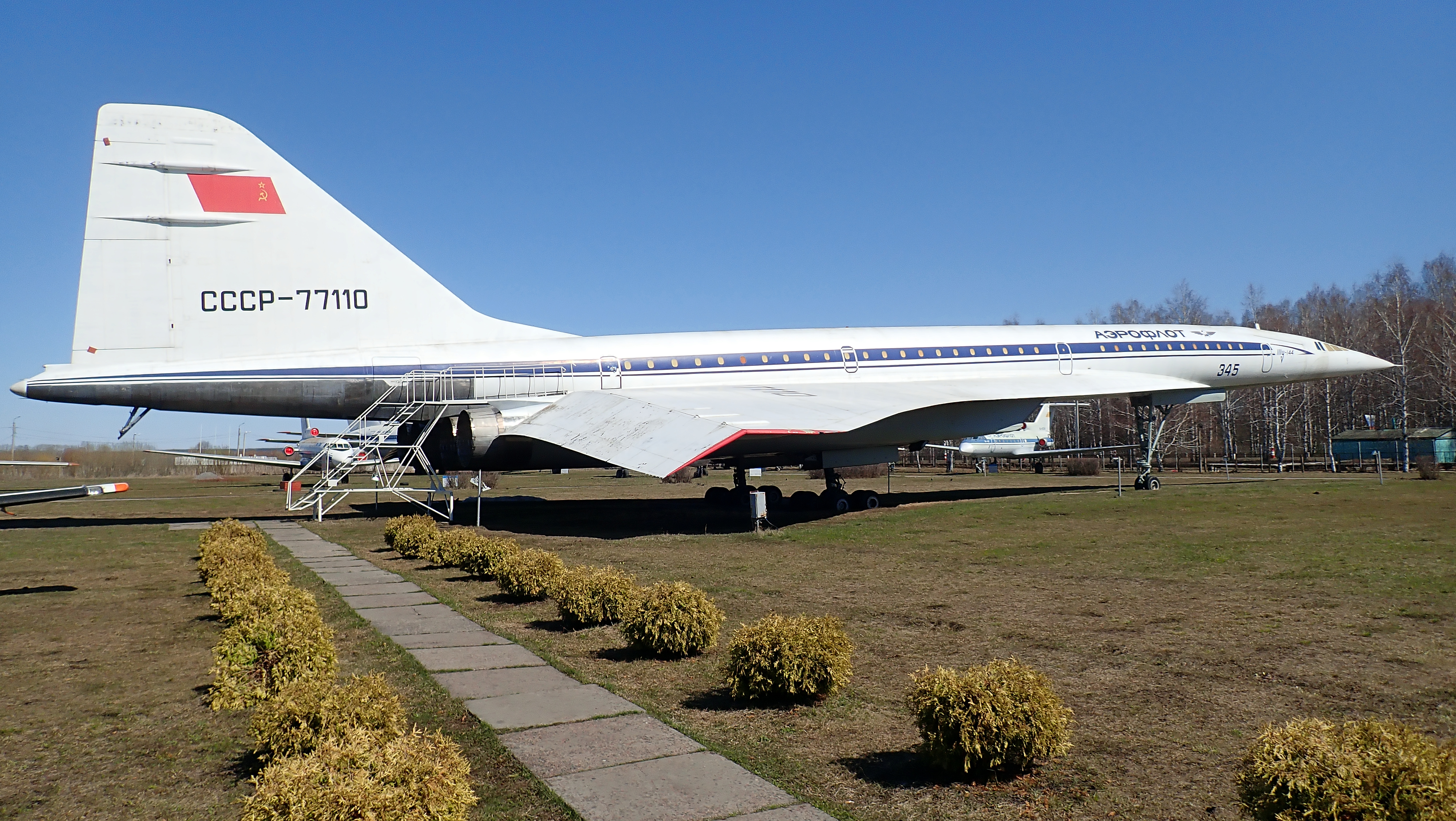
Tupolev Tu-144S SSSR-77110, uma das duas aeronaves utilizadas nos voos regulares de passageiros na rota Moscou - Alma-Ata, preservado com as cores originais da Aeroflot no Museu da Aviação em Ulyanovsk, Rússia.